# Ная Марія Айдт
Ная Марія Айдт (дан. Naja Marie Aidt *24 грудня 1963, Аасіат) — данська письменниця.

## Біографія
Найя Марія Айдт народилася у Гренландії, але виросла у Копенгагені. У 1991 році Айдт опублікувала свою першу збірку віршів «Поки я ще молода» (дан. Sålænge jeg er ung). З 1993 року вона повністю присвячує себе літературній творчості. У 1994 році письменниці було присуджено трирічну стипендію Данського фонду підтримки мистецтв. У 2008 році Айдт отримала найпрестижнішу літературну премію для скандинавських письменників, Літературну премію Північної ради, за збірку оповідань «Павіан» (дан. Baboon). 2006 року ця збірка також була відзначена премією Данських літературних критиків (дан. Danish Kritikerprisen).
2022 року Найя Марія Айдт була відзначена Скандинавською премією Шведської академії.